# Jezevčí vrch
Jezevči vrch är en kulle i Tjeckien.   Den ligger i regionen Liberec, i den norra delen av landet, 80 km norr om huvudstaden Prag. Toppen på Jezevči vrch är 665 meter över havet, eller 252 meter över den omgivande terrängen. Bredden vid basen är 3,0 km.
Terrängen runt Jezevči vrch är kuperad åt nordväst, men åt sydost är den platt. Runt Jezevči vrch är det ganska tätbefolkat, med 86 invånare per kvadratkilometer. Närmaste större samhälle är Česká Lípa, 16,6 km sydväst om Jezevči vrch. Omgivningarna runt Jezevči vrch är en mosaik av jordbruksmark och naturlig växtlighet.